# Iván Pardo (futbolista)
Iván Marcelo Pardo Cordova (Santiago de Chile, 10 de noviembre de 1995) es un exfutbolista chileno que jugaba de volante.

## Trayectoria
Debutó en el fútbol profesional en un partido contra Puebla en la Copa Telcel y en el torneo nacional de la Copa Chile ante Audax Italiano Teniendo una destacada participación, Siendo gran figura en aquel cotejo.
Cabe mencionar su participación, en el pasado sudamericano Sub-20, disputado en Uruguay. Donde quedan eliminados en primera ronda. 
Entre sus Logros,Cabe destacar su  participó en el Mundial de Brasil 2014.

## Clubes
| Club           | País  | Año       |
| -------------- | ----- | --------- |
| O'Higgins      | Chile | 2012-2018 |
| San Marcos     | Chile | 2016-2017 |
| Colchagua      | Chile | 2017      |
| Fernández Vial | Chile | 2018      |
| Ñublense       | Chile | 2019      |
| Trasandino     | Chile | 2020      |

## Palmarés

### Campeonatos nacionales
| Título             | Club      | País  | Año    |
| ------------------ | --------- | ----- | ------ |
| Primera División   | O'Higgins | Chile | 2013-A |
| Supercopa de Chile | O'Higgins | Chile | 2014   |

### Distinciones individuales
| Distinción                   | Año  |
| ---------------------------- | ---- |
| Medalla Santa Cruz de Triana | 2014 |